# Kangassaari (ö i Mellersta Finland, Saarijärvi-Viitasaari)
Kangassaari är en liten ö i Finland. Den ligger i sjön Latvanen och i kommunen Saarijärvi i den ekonomiska regionen  Saarijärvi-Viitasaari och landskapet Mellersta Finland, i den centrala delen av landet, 280 km norr om huvudstaden Helsingfors. Öns area är 1,3 hektar och dess största längd är 170 meter i sydöst-nordvästlig riktning.